# IK Oskarshamn
Ishockeyklubben Oskarshamn (förkortat IKO) är en ishockeyklubb i Oskarshamn som spelar i Hockeyallsvenskan.
IK Oskarshamn grundades 1970 efter en sammanslagning av två klubbar. Efter flera år i lägre serier påbörjade man under tidigt 1990-tal en klättring i seriesystemet. Det ledde till spel i landets näst högsta serie, där man sedan spelade utan avbrott i 23 säsonger. 2019 lyckades IK Oskarshamn ta steget upp i Sveriges högsta serie Svenska Hockeyligan efter att i kvalet ha slagit ut Timrå IK i bäst av sju matcher. 2024 åkte man ur SHL efter att ha förlorat 5-0 mot HV71 i en sjunde avgörande match i Jönköping. 
Laget spelar sina matcher i Be-Ge Hockey Center vilken kan ta 3 275 åskådare. Arenan är resultatet av en totalrenovering av den gamla ishallen år 2004.

## Historia

### Två ursprungliga klubbar
Den första klubben i Oskarshamn med ishockey på programmet var IFK Oskarshamn 1947. År 1953 var det även dags för Oskarshamns AIK att starta en ishockeysektion men de båda lagen låg dock aldrig i samma division. 
I januari 1957 invigde Oskarshamns AIK sin egen hockeybana som var belägen vid Kikeboskolan. Den 4 november 1961 invigdes den första konstfrusna isbanan. Säsongen 1965/1966 lyckades Oskarshamns AIK för första gången hålla sig kvar i Division II och under den säsongen sattes också publikrekordet med 3 630 åskådare i en match mot Rögle BK. 
IFK Oskarshamns bästa säsong var 1967/1968 då de hamnade i toppen av Division II och hade ett publikrekord på 2 764 personer som sattes i en match mot Nybro IF.

### Sammanslagningen
Den 27 maj 1970 slog Oskarshamns AIK och IFK Oskarshamn ihop sina ishockeysektioner till en ny klubb. Till ordförande utsågs Karl-Olof Steen som kom att jobba hårt för att ishallen skulle byggas. Tränare blev Gunnar Thallberg, som tidigare bland annat spelat för Södertälje SK under sex säsonger. Sammanslagningen gav snabbt resultat. Redan samma år kvalade laget till Division II och lyckades ta sig upp. Steen satt kvar på ordförandeposten i tio år.
Man behöll namnet AIK/IFK i två säsonger efter sammanslagningen för att slippa börja om i Division 4 eftersom man annars hade räknats som ett nytt lag. Först inför säsongen 1972/1973 bytte laget namn till "IK 70", som refererade till året 1970 då klubben bildades. År 1986 fick föreningen sitt nuvarande namn IK Oskarshamn.

## Spel i Hockeyallsvenskan

### Avancemang
Med början säsongen 1992/1993 påbörjade man en snabb klättring i seriesystemet. Man spelade då i division 3 men nådde division 1 år 1996/1997. Klubben har sedan dess spelat i landets näst högsta serie, vilken idag heter Hockeyallsvenskan.

### Säsonger
Klubben har kvalat till Elitserien/Svenska Hockeyligan (SHL) vid åtta tillfällen, 1999/2000, 2000/2001, 2004/2005, 2011/2012, 2012/2013, 2015/2016, 2017/2018 och 2018/2019. Man nådde Kvalserien till Elitserien 2001 och 2005, båda gångerna via playoffspel. 2001 slog man först ut Skellefteå AIK i två raka matcher och därefter Bodens IK, medan man 2005 slog ut Halmstad Hammers respektive Bofors IK. Laget slutade trea i Hockeyallsvenskan 2015/2016 och kvalificerade sig därmed för Slutspelsserien vilken utgör en del av Direktkval till Svenska Hockeyligan.

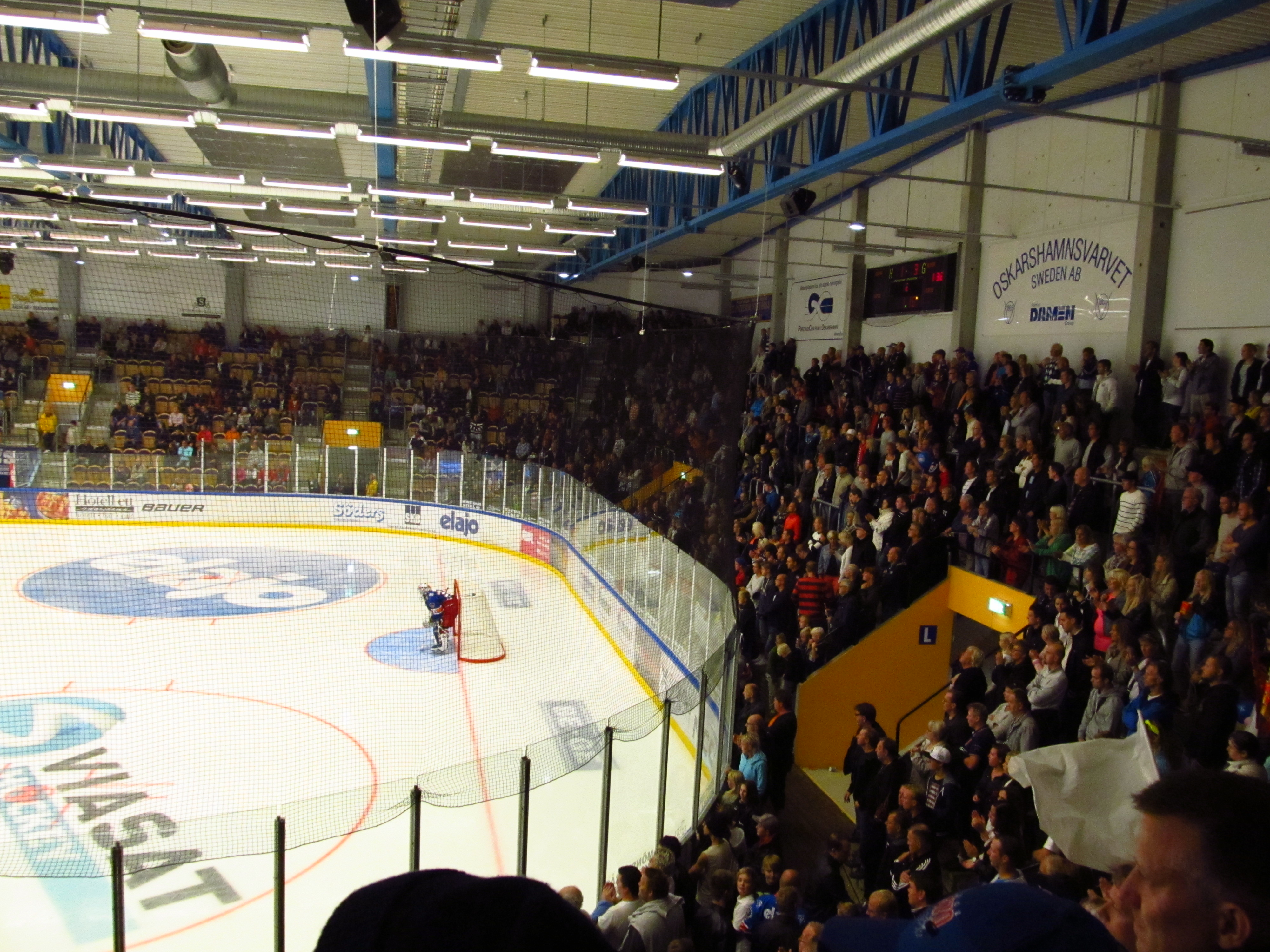
Hemmamatch för IK Oskarshamn mot Asplöven i Hockeyallsvenskans grundserie hösten 2013.

Åren 2003-2005 tog man sig vidare till dåvarande Superallsvenskan. 
IK Oskarshamn överlevde en rad bantningar av Hockeyallsvenskan som ägde rum åren 2005-2009. 2005 slogs Allsvenskan södra och Allsvenskan norra ihop till en rikstäckande serie. Detta innebar att antalet lag minskade från 24 till 16. Serien bantades ytterligare till 14 lag inför säsongen 2009/10.
Säsongen 2005/2006 slutade IKO på åttonde plats i grundserien medan man 2006/07 slutade tia. Den efterföljande säsongen 2007/2008 slutade man åter på åttonde plats.
Några av de största spelarprofilerna i 2008/2009 års upplaga av IKO var Richard Gynge, Eetu Qvist, och den egna produkten Rasmus Olheden. Inför säsongen 2009/2010 värvade klubben Tommy Salo som tränare. 
IKO tvingades under våren 2010 att spela i kvalserien till hockeyallsvenskan för att försvara sin allsvenska plats. Detta klarade man och gick därmed 2010 in på sin 15:e raka säsong i Sveriges näst högsta serie.
Säsongen 2010/2011 slutade IK Oskarshamn nia i Hockeyallsvenskan, sex poäng från att få spela playoff. Interna poängligan vanns av Johan Ryno på 46 poäng följt av Lukas Eriksson på 40 poäng. IK Oskarshamn låg år 2019 på plats nummer 7 i hockeyallsvenskans maratontabell.
Säsongen 2011/12 slutade IK Oskarshamn på en 6:e plats i Hockeyallsvenskan med 82 inspelade poäng. I sista matchen borta mot Rögle BK kvitterade Nicklas Jadeland med 27 sekunder kvar av ordinarie tid. Detta innebar att IKO kvalificerade sig för Förkvalserien till elitserien. I förkvalserien slutade IK Oskarshamn 3:a, en poäng efter seriesegraren. Toppkvartetten i poängligan var Evan McGrath, David Rodman, Nicklas Jadeland och Joakim Hagelin. IK Oskarshamns publiksnitt i grundserien slutade på 2318 åskådare per match, medan det i förkvalserien var 2668 personer. Det totala publiksnittet för säsongen 2011/12 blev därmed 2355 personer per match.

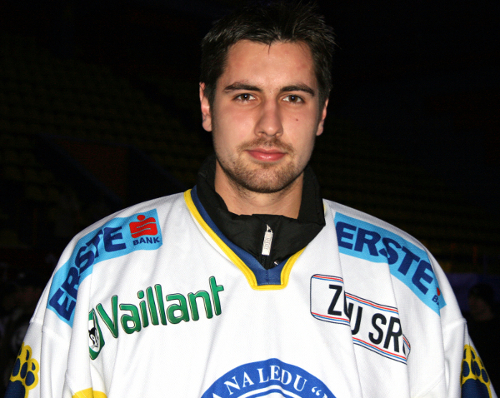
Gašper Krošelj vaktade målet säsongen 2014/15 med 91,88 i räddningsprocent.

Säsongen 2012/13 slutade IK Oskarshamn på en sjundeplats i Hockeyallsvenskan med 77 inspelade poäng. Därmed tog man sig vidare till Playoffserien. Publiksnittet i grundserien blev 2 268. Evan McGrath vann hela Hockeyallsvenskans poängliga med 50 poäng på 52 matcher, varav 22 mål och 28 assists.
I Hockeyallsvenskan 2013/2014 slutade IK Oskarshamn på en nionde plats. Under säsongen besökte totalt 55789 personer ishallen vilket gav ett publiksnitt på 2146 åskådare per match. Under säsongen fick Josh Soares och Alex Leavitt lämna laget, medan slovenen David Rodman tillkom i truppen. Rodman spelade även för Slovenien i Olympiska vinterspelen i Sotji 2014. Andreas Valdix vann den interna poängligan i IK Oskarshamn med 36 poäng (13 mål och 23 assists) på 51 spelade matcher.
Hockeyallsvenskan 2014/2015: Inför säsongen värvades bland annat den slovenska landslagsmålvakten Gašper Krošelj och nordamerikanerna Greg Squires och Luca Caputi. Två egna produkter tog plats i a-truppen: Oscar Engsund samt Manuel Ågren. Efter att ha haft chansen till en playoffplats ändå in i sista matchen, slutade IKO 11:a i tabellen med 69 inspelade poäng. Greg Squires vann den interna poängligan och skytteligan med 18 mål och 26 assists vilket gav 44 poäng. Därefter följde Morten Poulsen (28 p.) och Camilo Miettinen (23 p.). Gašper Krošelj var framgångsrik som lagets förstemålvakt med 91,88 i räddningsprocent.

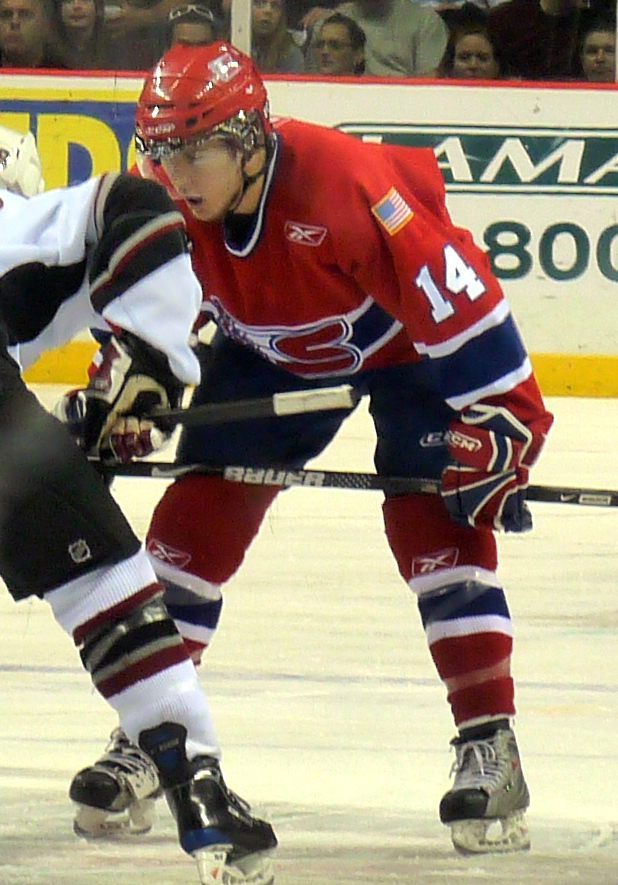
IKO-spelaren Mitchell Wahl vann Hockeyallsvenskans skytteliga säsongen 2015/16.

Säsongen i Hockeyallsvenskan 2015/16 blev en av IK Oskarshamns mest framgångsrika dittills. Man slutade trea i Hockeyallsvenskan med 26 vinster, 10 oavgjorda, 16 förluster och 92 inspelade poäng. Det gav spel i Slutspelsserien som utgör första kvalsteget mot Svenska Hockeyligan. Där började man som tabelletta med tre bonuspoäng och vann även första matchen mot Leksands IF. Därefter gick det tyngre och laget slutade på en fjärdeplats, en poäng efter seriesegraren.
Publiksnittet i grundserien blev 2 251 personer och i slutspelsserien 2 556 personer. Skytteligan i hela Hockeyallsvenskan vanns av IKO-spelaren Mitchell Wahl. Han vann också den interna skytteligan och poängligan i IK Oskarshamn, med Arsi Piispanen och Nicolas Dechamps som tvåa respektive trea.
Säsongen 2016/17 slutade man på en niondeplats och missade slutspelsserien. Det tog man igen under säsongen 2017/18 då man via en sjundeplats i grundserien kvalificerade sig för slutspelsserien som man sedan vann. Dock förlorade man med 2-1 i matcher mot Leksands IF i Playoff inför direktkval.

## Säsongsöversikt
Efter att IFK Oskarshamn och Oskarshamns AIK gått samman 1970 spelade man första säsongen i division III, men tog sig upp till Division II 1971 och igen 1973.
| Säsong                              | Division            | Placering          | Upp/nerflyttning   |
| Oskarshamn AIK/IFK                  | Oskarshamn AIK/IFK  | Oskarshamn AIK/IFK | Oskarshamn AIK/IFK |
| ----------------------------------- | ------------------- | ------------------ | ------------------ |
| 1971/1972                           | Division II Södra B | 10                 | nerflyttade        |
| IK70                                |                     |                    |                    |
| 1972/73 spelade man i Division III. |                     |                    |                    |
| 1973/1974                           | Division II Södra B | 9                  | nerflyttade        |

Efter att ha åkt ur andradivisionen två gånger kunde laget inte återhämta sig. Åren 1974-1996 spelade man istället i division II och III som sedan 1975 var tredje- och fjärdedivisionerna.
| Säsong        | Division            | Placering     | Vårserie                  | Kval/Playoff                                                                     |
| IK Oskarshamn | IK Oskarshamn       | IK Oskarshamn | IK Oskarshamn             | IK Oskarshamn                                                                    |
| ------------- | ------------------- | ------------- | ------------------------- | -------------------------------------------------------------------------------- |
| 1995/1996     | Division II Södra B | 7             | 1:a i fortsättningsserien | 2:a i kvalserien till Division I, uppflyttade                                    |
| 1996/1997     | Division I Södra    | 4             | 5:a i fortsättningsserien |                                                                                  |
| 1997/1998     | Division I Södra    | 7             | 4:a fortsättningsserien   |                                                                                  |
| 1998/1999     | Division I Södra    | 6             | 5:a i fortsättningsserien | 2:a i Kval; kvalificerade för nya Allsvenskan                                    |
| 1999/2000     | Allsvenskan Södra   | 6             | 2:a i vårserien           | Utslagna av Björklöven i Playoff.                                                |
| 2000/2001     | Allsvenskan Södra   | 5             | 1:a i vårserien           | Playoff: Vinner mot Skellefteå och Boden 5:a i kvalserien                        |
| 2001/2002     | Allsvenskan Södra   | 10            | 5:a i vårserien           |                                                                                  |
| 2002/2003     | Allsvenskan Södra   | 4             | 10                        | 5:a i vårserien                                                                  |
| 2003/2004     | Allsvenskan Södra   | 1             | 8:a i Superallsvenskan    |                                                                                  |
| 2004/2005     | Allsvenskan Södra   | 2             | 5:a i Superallsvenskan    | Playoff: Vinner mot Halmstad och Bofors 6:a i kvalserien                         |
| 2005/2006     | Hockeyallsvenskan   | 8             |                           |                                                                                  |
| 2006/2007     | Hockeyallsvenskan   | 10            |                           |                                                                                  |
| 2007/2008     | Hockeyallsvenskan   | 8             |                           |                                                                                  |
| 2008/2009     | Hockeyallsvenskan   | 13            |                           |                                                                                  |
| 2009/2010     | Hockeyallsvenskan   | 14            |                           | 1:a i kvalserien                                                                 |
| 2010/2011     | Hockeyallsvenskan   | 9             |                           |                                                                                  |
| 2011/2012     | Hockeyallsvenskan   | 6             | 3:a i Förkvalsserien      |                                                                                  |
| 2012/2013     | Hockeyallsvenskan   | 7             | 4:a i Playoffserien       |                                                                                  |
| 2013/2014     | Hockeyallsvenskan   | 9             |                           |                                                                                  |
| 2014/2015     | Hockeyallsvenskan   | 11            |                           |                                                                                  |
| 2015/2016     | Hockeyallsvenskan   | 3             | 4:a i slutspelsserien     |                                                                                  |
| 2016/2017     | Hockeyallsvenskan   | 9             |                           |                                                                                  |
| 2017/2018     | Hockeyallsvenskan   | 7             | 1:a i slutspelsserien     | Utslagna av Leksand i playoff                                                    |
| 2018/2019     | Hockeyallsvenskan   | 2             |                           | Vinner Hockeyallsvenska finalen mot AIK Vinner direktkval mot Timrå, uppflyttade |
| 2019/2020     | Svenska Hockeyligan | 14            |                           | inställt                                                                         |
| 2020/2021     | Svenska Hockeyligan | 11            |                           |                                                                                  |
| 2021/2022     | Svenska Hockeyligan | 9             |                           | SM: Besegrar Leksand, utslagna av Rögle                                          |
| 2022/2023     | Svenska Hockeyligan | 7             |                           | SM: Utslagna av Luleå                                                            |
| 2023/2024     | Svenska Hockeyligan | 14            |                           | Play out: Förlorar mot HV71, nerflyttade                                         |
| 2024/2025     | Hockeyallsvenskan   | 8             |                           | Slutspel: Besegrar Nybro, utslagna av Karlskoga                                  |

Anmärkningar
1. ↑  Kvalserien ställdes in p.g.a. Coronapandemin.

### Maratontabellen för Allsvenskan
I den maratontabell som upprättas för allsvenskan i ishockey sedan säsongen 1982/83, så hade IK Oskarshamn år 2019 klättrat till en sjundeplats. Klubben har genom åren i hockeyallsvenskan spelat ihop totalt 961 poäng på 729 matcher.

## Spel i SHL

### Avancemang
Efter 23 säsonger i Sveriges näst högsta serie tog laget år 2019 steget upp i Svenska Hockeyligan.
Laget slutade 2:a i hockeyallsvenskans grundserie med 98 inspelade poäng. Man fick därmed möta AIK i den Hockeyallsvenska finalen. En finalserie som avgjordes i bäst av fem matcher där IK Oskarshamn vann den sista och avgörande matchen i Stockholm på Hovet med 4-1.
Nästa steg för IKO var Direktkvalet till SHL. Där ställdes man mot SHL-laget Timrå IK i en matchserie som skulle avgöras i bäst av sju matcher. Det stod 3-3 i matcher när IKO åkte upp till Timrå för den sjunde och avgörande matchen om vilket lag som skulle gå upp i SHL. IKO vann matchen med 3-0 och avancerade därmed till SHL för första gången i klubbens historia.

## Aktuell spelartrupp
| Målvakter | Målvakter | Målvakter     | Målvakter | Målvakter | Målvakter | Målvakter        | Målvakter  | Målvakter    | Målvakter |
| Nr        | Nat       | Spelare       | Längd     | Vikt      | L/R       | Född             | Födelseort | Kontrakterad |           |
| --------- | --------- | ------------- | --------- | --------- | --------- | ---------------- | ---------- | ------------ | --------- |
|           | Sverige   | Olof Glifford | 195       | 90        | L         | 5 mars 2005      | Huskvarna  | Lån          |           |
|           | Finland   | Emil Vuorio   | 186       | 86        | L         | 5 september 2002 | Salo       | 2026         |           |

| Backar | Backar  | Backar                | Backar | Backar | Backar | Backar            | Backar       | Backar       | Backar |
| Nr     | Nat     | Spelare               | Längd  | Vikt   | L/R    | Född              | Födelseort   | Kontrakterad |        |
| ------ | ------- | --------------------- | ------ | ------ | ------ | ----------------- | ------------ | ------------ | ------ |
|        | Kanada  | Marc-Olivier Duquette | 193    | 91     | L      | 26 mars 1998      | Chateauguay  | 2026         |        |
| 58     | Sverige | Hugo Jonasson         | 182    | 86     | L      | 30 september 2003 | Ljungby      | 2026         |        |
|        | Sverige | Isac Jonsson          | 178    | 83     | L      | 8 oktober 2000    | Ängelholm    | 2026         |        |
| 26     | Sverige | Ville Jonsson         | 186    | 85     | L      | 20 maj 2004       | Örnsköldsvik | 2026         |        |
|        | Sverige | Ludvig Markman        | 185    | 85     | L      | 29 november 2003  | Linköping    | 2027         |        |
|        | Sverige | Pontus Näsén          | 182    | 85     | R      | 16 augusti 1996   | Mora         | 2028         |        |
| 33     | Sverige | Ludvig Östman         | 181    | 80     | L      | 16 februari 1999  | Borlänge     | 2026         |        |

| Forwards | Forwards | Forwards           | Forwards | Forwards | Forwards | Forwards          | Forwards    | Forwards     | Forwards |
| Nr       | Nat      | Spelare            | Längd    | Vikt     | L/R      | Född              | Födelseort  | Kontrakterad |          |
| -------- | -------- | ------------------ | -------- | -------- | -------- | ----------------- | ----------- | ------------ | -------- |
|          | Sverige  | Axel Björnkvist    | 189      | 87       | R        | 24 november 2001  | Trelleborg  | 2027         |          |
| 43       | Danmark  | Søren Dietz-Larsen | 187      | 89       | R        | 1 juni 1999       | Vojens      | 2026         |          |
|          | Sverige  | Filiph Engsund     | 193      | 86       | L        | 3 augusti 1993    | Göteborg    | 2028         |          |
|          | Sverige  | Melker Eriksson    | 186      | 87       | L        | 11 januari 2001   | Olofström   | 2027         |          |
| 78       | Sverige  | Herman Hansson     | 183      | 84       | L        | 5 juni 1994       | Mörrum      | 2025         |          |
|          | Finland  | Joni Ikonen        | 180      | 78       | R        | 14 april 1999     | Esbo        | 2026         |          |
| 21       | Sverige  | Hampus Karlsson    | 191      | 81       | L        | 20 januari 2001   | Landsbro    | 2026         |          |
|          | Finland  | Teemu Lepaus       | 182      | 79       | L        | 12 mars 1993      | Tammerfors  | 2027         |          |
|          | Sverige  | Viggo Nordlund     | 176      | 76       | L        | 22 september 2006 | Ingarö      | Lån          |          |
|          | Finland  | Linus Nyman        | 179      | 72       | L        | 11 juli 1999      | Helsingfors | 2026         |          |
| 71       | Sverige  | Filip Sveningsson  | 182      | 82       | L        | 3 juli 1999       | Gislaved    | 2026         |          |
|          | Sverige  | Joel Svensson      | 186      | 88       | R        | 15 april 2005     | Oskarshamn  | 2027         |          |
|          | Sverige  | Herman Träff       | 191      | 98       | R        | 31 december 2005  | Växjö       | 2026         |          |
| 14       | Sverige  | Lukas Vesterlund   | 188      | 84       | L        | 16 februari 2004  | Härnösand   | 2026         |          |

Källor: Elite Prospects, Svenska Ishockeyförbundet

## Egna produkter
Mathias Johansson och Per Gustafsson med spel i Färjestads BK resp. HV71 samt NHL får räknas till de mest kända spelarna med Oskarshamn som moderklubb. Egna produkter som representerar eller har representerat IK Oskarshamn i Hockeyallsvenskan är bland andra: Oscar Engsund, Manuel Ågren, Rasmus Olheden, Tomas Gustavsson, Pierre Gustavsson, Filip Engsund.

## Junior- och ungdomsverksamhet
I Oskarshamn finns ett ishockeygymnasium. IK Oskarshamns J20 lag spelar i J20 Elit, J18 spelar i J18 Elit, U16 spelar i U16 A Småland. Därutöver har föreningen flera ungdomslag i yngre åldrar. Totalt har föreningen cirka 300 aktiva ungdomar i seriespel.

### J20
IK Oskarshamns J20-lag kvalade under våren 2011 till den högsta svenska juniorserien J20 SuperElit. IK Oskarshamn vann kvalserien, men förlorade ett extrainsatt avgörande playoffmöte mot IF Björklöven i bäst av tre matcher. Bakgrunden till att de bägge lagen tvingades till ett extra kvalspel var att Färjestads BK hade bestämt sig för att starta ett J20-lag och att Svenska ishockeyförbundet då erbjöd dem en gratisplats i J20 Superelit. Under IK Oskarshamns hemmamatch mot Björklöven sattes publikrekord för juniorhockey i Oskarshamn med 1 221 åskådare.

### J18
Säsongen 2012/13 blev IK Oskarshamns J18-lag klart för spel i landets högsta serie; J18 Elit. Detta efter att ha vunnit en kvalserie bestående av Växjö Lakers, Skövde IK och IK Oskarshamn.

## Organisation & tränare

### Klubb- och sportchefer
Klubb- och sportchef i IK Oskarshamn har mellan åren 2007-2010 varit Dag Larsson. Till förordnad Klubbchef är Therese Elofsson från 2022, då Martin Åkerberg slutade efter 10 år (2012-2022) Våren 2010 blev Tommy Salo sportchef i klubben. Tommy Salo har lämnat klubben och återfinns numera i Leksand. Efter honom kom Roger Jönsson att blir ny sportchef 2012-2018. Numera är Thomas Fröberg sportchef, en roll som han tillträdde 2020.

### Tränare
| Namn               | År        |
| ------------------ | --------- |
| Ivan Hansen        | 1995–1998 |
| Björn Åkerblom     | 1998–1999 |
| Mats Weiderståhl   | 1999–2000 |
| Matti Heikkilä     | 2000–2001 |
| Joakim Fagervall   | 2001–2004 |
| Daniel Broberg     | 2004–2006 |
| Staffan Lundh      | 2006–2007 |
| Charles Franzén    | 2007–2009 |
| Tommy Salo         | 2009–2010 |
| Lenny Eriksson     | 2010      |
| Lars Ivarsson      | 2010–2011 |
| Fredrik Söderström | 2011–2017 |
| Björn Hellkvist    | 2017–2018 |
| Håkan Åhlund       | 2018–2020 |
| Martin Filander    | 2020-2024 |
| Björn Karlsson     | 2024-2025 |
| Tero Lehterä       | 2025      |

IK Oskarshamns seniorlag har de senaste säsongerna tränats av bland annat Charles Franzén, Tommy Salo och Lenny Eriksson. Säsongen 2010/2011 var Lars Ivarsson lagets tränare. Inför säsongen 2011/2012 har Fredrik Söderström värvats som ny tränare. I mars 2014 förlängde Fredrik Söderström sitt kontrakt med IKO fram till 2016. Den 6 april 2016 meddelades att Fredrik Söderström fortsätter som huvudtränare för IK Oskarshamn i ytterligare två år.
2014 värvades Arto Miettinen som ny assisterande tränare och efterträdde därmed Michael Larsson på den posten. Samma år utökades tränarstaben ytterligare då Johan Lundskog anställdes som andra assisterande tränare. Under säsongen 2015/16 var Alexander Johansson assisterande tränare till Fredrik Söderström.
IK Oskarshamns J20-lag tränades fram till sin bortgång 2012 av Mats Johansson. J20- och J18-laget tränades därefter av föreningens dåvarande junioransvarige Johan Hellström. Från 2016 tränas IKO J20 av Oskar Öberg. Emil Ivansson är huvudtränare för J18 och junioransvarig i IK Oskarshamn.
Klubbens målvaktstränare är sedan 2021 Mikael Sandberg. Tidigare målvaktstränare har bland annat varit Robin Danielsson, Nizze Landén, Viktor Alm och Robin Blidstrand.

## Tröjor i taket
Följande fem spelare i IK Oskarshamn har fått sina tröjor hissade i taket i Arena Oskarshamn:
- nr 4 Skeeter Moore
- nr 5 Peter Ekroth
- nr 15 Fredric Jaensson
- nr 28 Tomas Gustafsson
- nr 12 Alexander Johansson

Skeeter Moore och Peter Ekroth, värvades till klubben 1992 av dåvarande ordföranden Evert Mellström. Värvningarna var högst spektakulära eftersom spelarna kom från Elitserien och IK Oskarshamn då spelade i division 3. På endast tre säsonger klättrade laget från division 3 till division 1, landets då näst högsta serie. Därefter har man utan avbrott spelat i näst högsta serien, som idag heter Hockeyallsvenskan. Under en hyllningsceremoni den 6 dec 2010 hissades Ekroths och Moores tröjor upp i taket i Arena Oskarshamn.
Fredric Jaensson gjorde totalt nio säsonger i klubben. Notabelt är att då han lämnade klubben efter säsongen 2007/2008, totalt hade gjort 318 poäng i Hockeyallsvenskan. Det var vid den tidpunkten flest poäng av samtliga allsvenska spelare genom tiderna. Hans tröja hissades den 20 september 2008.
Tomas Gustafsson var en trotjänare som under tio säsonger gjorde totalt 229 poäng för klubben. Han är den förste spelaren i IK Oskarshamn som har fått sin tröja hissad i taket.
Alexander Johansson är en IKO-ikon som kom till klubben säsongen 1999/2000 och har spelat 528 matcher på 12 säsonger för klubben. Säsongen 2010/2011 var förmodligen hans sista säsong för IK Oskarshamn. I dagsläget spelar han i Västerviks IK. Klubben hissade tröjan i samband med hemmamatchen mot Leksand den 27 december 2011 i taket av Arena Oskarshamn. Han blev därmed den femte IKO spelaren genom tiderna som fått sin tröja hissad i taket.

## Urval övriga spelare som har representerat IKO

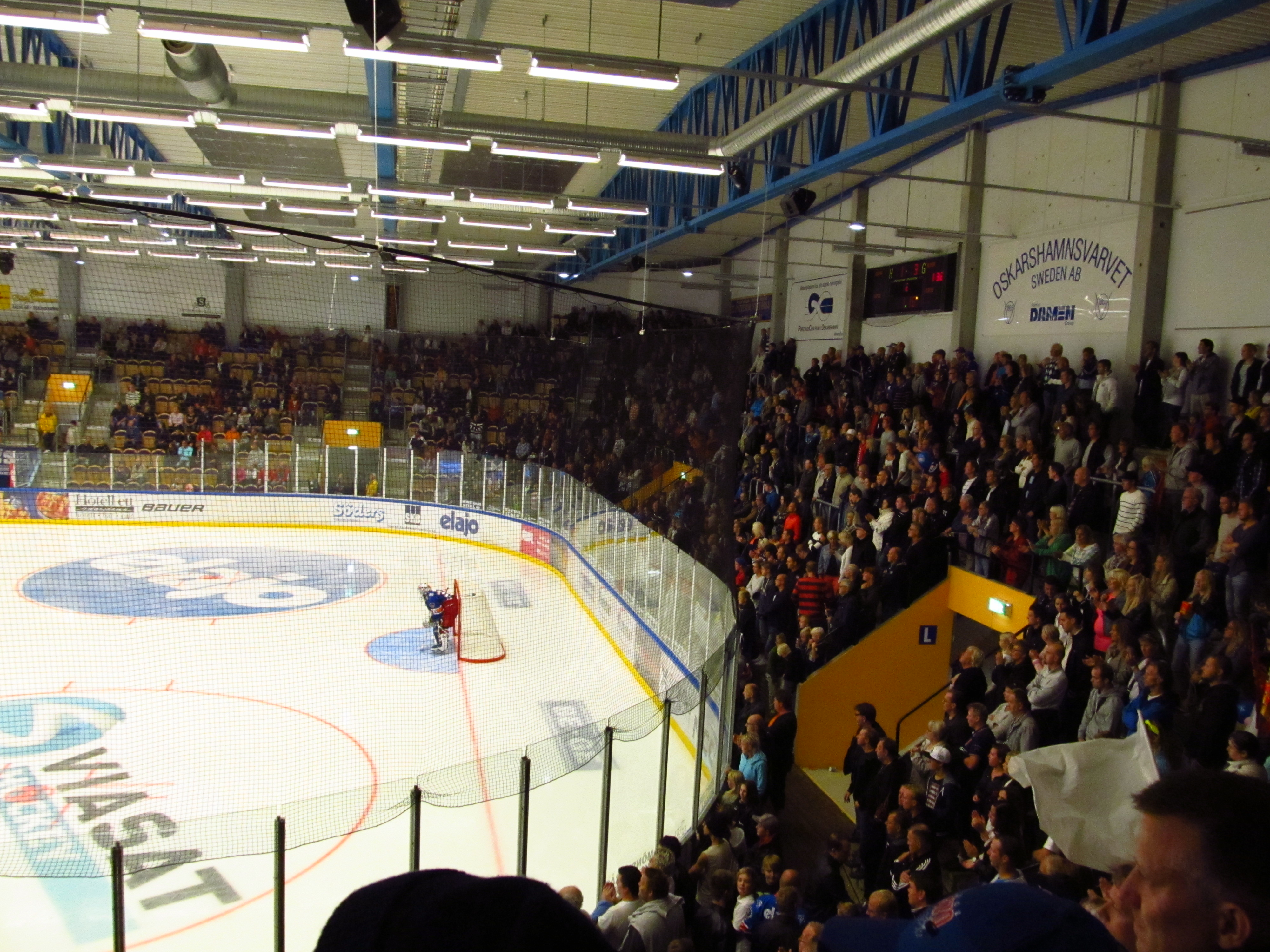
IKO spelar sina hemmamatcher i BE-GE Hockey Center

| - Per Bäckman - Jarmo Mäkitalo - Ronny Larsen - Christian Eklund - Timo Leinonen - Mattias Tedenby - Nicklas Jadeland - Evan McGrath | - Niklas Hjalmarsson - Martin Thörnberg - Stefan Pettersson - Richard Gynge - Johan Ryno - Greg Mauldin - David Rautio - Andreas Valdix - Markus Svensson |

## Supporterföreningar
Moore Support var IK Oskarshamns supporterklubb. Den bildades 1997. Namnet härstammar från den största IK spelaren Skeeter Moore. Supporterklubben är sedan 2009 nedlagd.
Blue Front Support är sedan 2010 officiell supporterförening till IK Oskarshamn. Blue Front Support grundades på IK Oskarshamns initiativ sedan den forna supporterklubben Moore Support lades ner 2009. 